# NGC 3837
NGC 3837 (również PGC 36476 lub UGC 6701) – galaktyka eliptyczna (E), znajdująca się w gwiazdozbiorze Lwa. Odkrył ją William Herschel 26 kwietnia 1785 roku. Należy do gromady galaktyk Abell 1367.